# لاله ارمنیا
لاله ارمنیا (نام علمی: Tulipa armena) نام یک گونه از سرده لاله است.